# Jean de Marville
Jean de Marville, Jehan de Marville ou Hennequin de Marville, tel que le nomment les textes de l'époque, est un sculpteur français de la fin du XIVe siècle (mort en juillet 1389), originaire du Nord de la France ou de la Meuse. Il est à Saint-Pierre de Lille en 1366, en 1369 à la cathédrale de Rouen. 
En 1372 il entre au service du  duc de Bourgogne Philippe le Hardi. Ce dernier l'associe au chantier de la chartreuse de Champmol, il y travaillera jusqu'à sa mort en 1389, Claus Sluter lui succède à la tête de l'atelier de sculpture.  
Jean de Marville dirige l'atelier de sculpture de la chartreuse de Champmol probablement jusqu'en 1389, mais Erwin Panowski considère que la part de ce premier maître sculpteur reste relativement faible dans les œuvres qui ont été préservées, la majorité d'entre elles étant attribuées à Claus Sluter,  à Claes van de Werve et à Jacques de Baerze.   

## Travaux
- 1366 : effectue des travaux de réfection d'un pilier dans la collégiale Saint-Pierre de Lille (aujourd'hui disparue).
- Travaille sous la direction de Jean de Liège au tombeau des entrailles de Charles V en la cathédrale de Rouen.
- 1372 : il devient "maître imagier" du duc de Bourgogne[1], Philippe le Hardi.
- 1381 : Jean de Marville engage Claus Sluter comme ouvrier[4].
- 1381 : Philippe le Hardi  lui commande sa sépulture.
- 1384 : conception de la sépulture du duc de Bourgogne[4], Jean de Marville en réalise les arcatures, mais la sépulture sera réalisée essentiellement par Claus Sluter puis Claes van de Werve[5],[6].
- 1388 : conception du portail de la chapelle de la chartreuse avec Drouet de Dammartin[7], Claus Sluter en sera le principal artisan, certains historiens de l'art attribuent néanmoins une partie des sculptures à Jean de Marville[8].

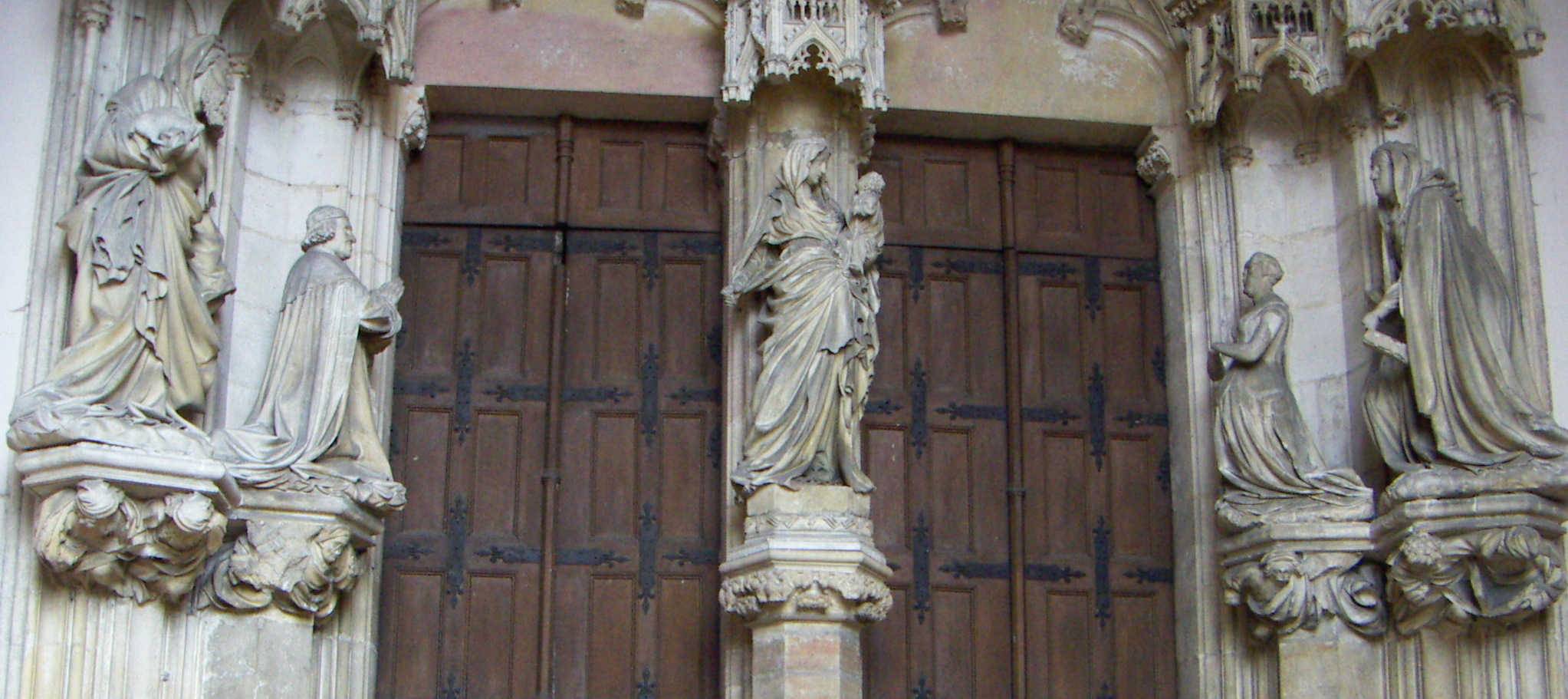
Portail de l'église avec les groupes de Claus Sluter et la Vierge à l'enfant du trumeau